# تجسيد الموت

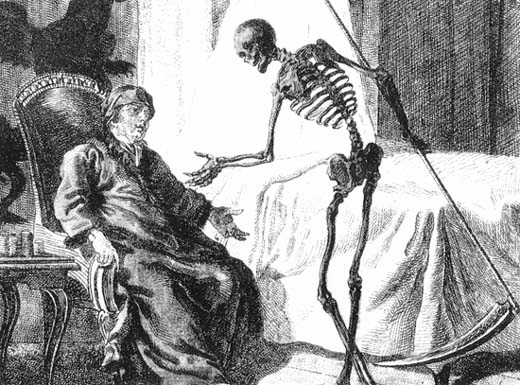
التجسيد الغربي للموت كـ هيكل عظمي يحمل الـمهبال

وجد مفهوم الموت ككيان محسوس في العديد من المجتمعات منذ فجر التاريخ. ففي الإنجليزية، غالبًا ما كان يطلق على «الموت» حاصد الأرواح ومنذ القرن الخامس عشر إلى يومنا هذا، كان يظهر على شكل هيكل عظمي يحمل منجلاً كبيرًا ويرتدي عباءة سوداء مع قلنسوة. وكان يطلق عليه أيضًا ملاك الموت أو عفريت الموت أو ملاك الظلام والضوء (ملاك هامافيت «الموت»)، وهو اسم مشتق من الإنجيل وعلم التلمود. ولم يشر الإنجيل نفسه إلى «ملاك الموت»، ومع ذلك، كانت الإشارة إلى «أبادون (Abaddon)» (المدمر)، وهو الملاك المعروف باسم «ملاك الهاوية». وفي علم التلمود، وُصف بـ الملاك الرئيسي سامائيل (Samael).
في بعض الحالات، يكون «قابض الأرواح» قادرًا على التسبب الفعلي في وفاة الضحية، مما أدى إلى الحكايات التي تروي إمكانية رشوته أو خداعه أو الاحتيال عليه من أجل الحفاظ على الحياة، مثلما هو الحال في قصة سيزيف(Sisyphus). بينما ترى المعتقدات الأخرى أن «شبح الموت» ما هو إلا مرشد الأرواح (psychopomp) يمضي كرباط بين الروح والجسد وتوجيه الميت إلى العالم الآخر دون وجود أي رقابة على حقيقة وفاة الشخص. في العديد من اللغات (بما فيها اللغة الإنجليزية)، يتم تجسيد «الموت» في شكل ذكر، بينما في اللغات الأخرى، يعني شخصية نسائية (على سبيل المثال، في السلافية واللغات الرومانسية).

## حسب المنطقة

### الأمريكيتين

#### أمريكا اللاتينية
كما هو الحال في العديد من اللغات الرومانسية (بما فيها الفرنسية والبرتغالية والإيطالية والرومانية)، فإن كلمة الموت الإسبانية مويرتيه هي اسم مؤنث (مثل كلمتي مورس/مورتس المشتقة منهما). ولذلك، من الشائع في الثقافات الناطقة بالإسبانية تجسيد الموت بوصفه شخصية أنثوية. ومن المصطلحات الشائعة لتجسيد الموت في جميع أنحاء أمريكا اللاتينية كلمة «لا باركا» المستمدة من إحدى الشخصيات الرومانية الثلاث المجسدة للقدر، باركايه، وهي شخصية تشبه حاصد الأرواح في الثقافات الناطقة بالإنجليزية، مع أنها تُصور عادةً على أنها أنثى وبدون منجل.
في أساطير الأزتك، ميكتيكاسيوتل هي «ملكة ميكتلان» (العالم السفلي في الميثولوجيا الأزتيكية)، تحكم الحياة الآخرة مع زوجها ميكتلانتيسيوتل. ومن ألقابها الأخرى «سيدة الموتى»، إذ يشمل دورها مراقبة عظام الموتى. جُسدت ميكتيكاسيوتل جسدًا بلا لحم وبفكٍ مفتوح لابتلاع النجوم خلال النهار. كانت ترأس مهرجانات الموتى القديمة، التي تطورت من تقاليد الأزتك إلى يوم الموتى الحديث بعد اندماجها مع التقاليد الثقافية الإسبانية. أما ميكتلانتيسيوتل، فهو إله الموتى الأزتكي وملك ميكتلان، ويُصور على شكل هيكل عظمي أو شخص يرتدي جمجمة مسننة. وهو أحد الآلهة الرئيسية للأزتك وأبرز آلهة وإلهات الموت والعالم السفلي. عُرض غطاء رأسه مزينًا بريش بومة ورايات ورقية وكان يرتدي قلادة من مقل العيون البشرية، بينما كانت سدادات أذنيه مصنوعة من عظام بشرية. وهو لم يكن الإله الأزتكي الوحيد الذي جُسد بهذه الطريقة، إذ كان لدى العديد من الآلهة الأخرى جماجم للرؤوس أو ارتدوا عباءات أو حليًا تتضمن عظامًا وجماجم. وفي عالم الأزتك، كانت صور الهياكل العظمية رمزًا للخصوبة والصحة والوفرة، مما يشير إلى الروابط الرمزية الوثيقة بين الحياة والموت. كان ثمة أيضًا إلهة للانتحار، تعرف باسم إشتاب. كانت إلهة ثانوية في مقياس أساطير المايا. وعُرفت أيضًا باسم المرأة الجلادة لأنها جاءت لمساعدة أولئك الذين يقتلون أنفسهم.
سيدة الموت المقدس (سانتا مويرتيه) هي إلهة أو قديسة شعبية في الديانة الشعبية المكسيكية، وقد ازدادت شعبيتها في المكسيك والولايات المتحدة في السنوات الأخيرة. منذ العصر ما قبل الكولومبي، حافظت الثقافة المكسيكية على تقديس الموت، مثلما يتضح من الاحتفال الواسع النطاق بيوم الموتى. وتُعد لا كالافيرا كاترينا، شخصية ترمز إلى الموت، رمزًا ليوم الموتى المكسيكي.
أما سان لا مويرتيه (قديس الموت) فهو قديس شعبي بهيئة هيكل عظمي يُبجل في الباراغواي، شمال شرق الأرجنتين. ونتيجة للهجرة الداخلية في الأرجنتين منذ ستينيات القرن العشرين، امتد تبجيل سان لا مويرتيه إلى بوينس آيرس الكبرى ونظام السجون الوطني أيضًا. يُصور قديس الموت على أنه هيكل عظمي ذكر يحمل عادةً منجلًا. وعلى الرغم من أن الكنيسة الكاثوليكية في المكسيك قد هاجمت عبادة قديس الموت باعتباره تقليدًا يمزج الوثنية بالمسيحية ويتعارض مع الاعتقاد المسيحي بأن المسيح هزم الموت، فإن العديد من المريدين يعتبرون تبجيل سان لا مويرتيه جزءًا من إيمانهم الكاثوليكي. وتتشابه الطقوس والقوى المنسوبة إلى سان لا مويرتيه إلى حد كبير مع تلك الخاصة بسانتا مويرتيه؛ ومع ذلك، فإن التشابه بين أسمائهما مجرد مصادفة.
في غواتيمالا، سان باسكواليتو هو قديس شعبي بهيئة هيكل عظمي، يُبجل باسم «ملك المقابر». يُصور على شكل هيكل عظمي يحمل منجلًا، ويرتدي أحيانًا عباءة وتاجًا. يُربط بالموت وشفاء الأمراض.
وفي ديانة أومباندا الأفريقية البرازيلية، يجسد أوريشا أومولو المرض والموت، بالإضافة إلى الشفاء. وترتبط صورة الموت أيضًا بإشو، سيد مفترق الطرق، الذي يحكم المقابر وساعة منتصف الليل.
وفي الفودو الهايتية، الغيدي عائلة من الأرواح التي تُجسد الموت والخصوبة. أشهر هذه الأرواح هو بارون السبت.

### آسيا

#### شرق آسيا
عرفت الأساطير الصينية ياما من خلال البوذية. وفي الصين، يُعرف باسم الملك يان أو يانلو، حاكم الآلهة العشرة في العالم السفلي ديّو. وعادةً ما يُصور مرتديًا قبعة قاض صيني وعباءات صينية تقليدية ويظهر على معظم أشكال عملات الجحيم المقدمة قرابين في عبادة الأسلاف. ومن الصين، انتشر ياما إلى اليابان باسم الملك العظيم إنما، حاكم جيجوكو؛ وإلى كوريا باسم الملك العظيم يومرا، حاكم جيوك؛ وفيتنام باسم ديم لا فونغ، حاكم ديا نغوك أو أم فو.
وغير ذلك، في الأساطير الكورية، فإن الشخصية الرئيسية للموت هي «مبعوث العالم السفلي» جيو سيونغ ساجا، (اختصارًا ساجا). يُصور على أنه بيروقراطي صارم وقاسٍ في خدمة يومنا. وهو مرشد الأرواح، يرافق الجميع - سواء كانوا خيرين أو أشرار - من أرض الأحياء إلى العالم السفلي عندما يحين وقتهم. أحد الأسماء التي تمثله هي غانغليم، الساجا الذي يرشد الروح إلى مدخل العالم السفلي. ووفقًا للأسطورة، فإنه يحمل جيوك باي جي معه دائمًا، وهي القائمة التي تضم أسماء الموتى المكتوبة على قطعة قماش حمراء. وعندما ينادي باسم جيوك باي جي ثلاث مرات، تترك الروح الجسد وتتبعه حتمًا.
تروي الكوجيكي أن الإلهة اليابانية إيزانامي احترقت حتى الموت أثناء ولادة إله النار هي نو كاغوتسوتشي. ثم دخلت عالمًا من الليل الأبدي يُدعى يومي نو كوني. تبعها زوجها إيزاناغي إلى ذلك العالم لكنه اكتشف أن زوجته لم تعد جميلة كما كانت من قبل. وبعد أخذ ورد، وعدت بأنها ستحصد ألف روح كل يوم، لتصبح إلهة الموت، بالإضافة إلى ولادة الإلهين رايجين وفوجين، وهي ميتة. هناك أيضًا آلهة للموت تدعى شينيغامي، وهي أقرب إلى التقليد الغربي لحاصد الأرواح؛ على الرغم من شيوعها في الفنون والروايات اليابانية الحديثة، إلا أنها كانت غائبة في الأساطير التقليدية خاصة.